# Shūji Takashina
Shūji Takashina (高階 秀爾), Takashina Shūji, né le 5 février 1932 à Tokyo et mort dans la même ville le 17 octobre 2024, est un historien de l'art japonais.

## Biographie
Shūji Takashina étudie à l'université de Tokyo, puis l'histoire de l'art moderne occidental à l'université de Paris. De 1959 à 1971 il est conservateur du Musée national de l'art occidental (Kokuritsu Seiyō Bijutsukan). Jusqu'en 1991, il est professeur à l'université de Tokyo, puis jusqu'en 2002, directeur du musée national de l'art occidental. 

## Publications
- Seikimatsu geijutsu (L'art à la fin du siècle)
- Nihon kindai bijutsushi-ron (Théorie de l'histoire de l'art moderne japonais)
- Kindai kaigashi: Goya kara Mondorian made (Histoire de la peinture moderne : De Goya à Mondrian)
- Seiokaiga no kindai (Peinture européenne occidentale des temps modernes)
- Nihon-kaiga no kindai (Peinture japonaise contemporaine)

## Distinctions
- 1996 : Docteur honoris causa de l'université Paris-Sorbonne, le 23 octobre 1996[2].
- 2002 : Prix de l'Académie japonaise des arts
- 2005 : Personne de mérite culturel (Japon)

## Décorations
- Chevalier de la Légion d'honneur en 2000.[réf. nécessaire]
- Commandeur de l'ordre des Arts et des Lettres Il est fait commandeur le 15 février 1996[3].
- Chevalier de l'Ordre du Mérite de la République italienne en 2003[réf. nécessaire]
- Membre de l'ordre de la Culture (Japon)